# Caligatus
Caligatus is een geslacht van vlinders van de familie Euteliidae.

## Soorten
- C. angasii Wing, 1850
- C. dinota (Viette, 1958)
- C. splendissima (Viette, 1958)